# Rusnaitė
Rusnaitė je rameno delty řeky Němenu v Litvě.
Začíná po oddělení (doprava) od ramene delty Pakalnė u vísky jménem "Pakalnės kaimas" (tato víska je asi 1 km na západ od vsi podobného jména „Pakalnė“). Z těchto dvou větví je to ta širší. Teče na území Regionálního parku Němenské delty směrem na západ. Délka toku je sotva 2 km. Ústí do Kurského zálivu.

## Rusnaitė na mapě
| DELTA NĚMENU Atmata Atšakėlė Aukštumala Aukštumalos protaka Bevardis Bevardė Briedžių Dumblė Kadaginis Kiemo Kniaupas Krokų Lanka Kubilių Kurský záliv Leitė Minija Naikupė Pakalnė Palankys Záliv Prūsinė Purvalankis Ragininkų Rindos šaka Záliv Rindutė Rusnaitė Rusnė (Němen) Rusnė Senoji Skirvytė Skatulė Skirvytė (Severnaja) Šakutė Záliv Šilinė Šventos Elenos Šyša Šyškrantė Tiesioji Trušių Ulmas Uostadvaris Duobelė Upaitis Vidujinė Vikis Vilkinė Vilkinės Vito Vorusnė Voryčia Vytinė Vytinės Uostas Zingelinė |

## Přítoky
Toto rameno nemá žádné přítoky.

## Další informace
Podél Pakalnė vede naučná stezka Pakalnės pažintinis takas.